# Utricularia mirabilis
Utricularia mirabilis — вид рослин із родини пухирникових (Lentibulariaceae).

## Середовище проживання
Цей вид відомий лише з типового місцевості у Венесуелі, поблизу кордону з Колумбією. Ця колекція була зроблена в 1948 році, і з тих пір вид не спостерігався.
Вважається, що цей вид росте в неглибоких струмках.